# Distretto di Chikushi
Il distretto di Chikushi (筑紫郡, Chikushi-gun?) era uno dei distretti della prefettura di Fukuoka, in Giappone.
Il 1º ottobre 2018, il solo comune che faceva parte del distretto, Nakagawa, ha acquisito lo status di città (市?, shi). A seguito di tale evento il distretto di Chikushi è stato abolito. A tutto il febbraio del 2003 contava su una popolazione di 46.540 distribuiti su una superficie di 74.99 km², per una densità di 620.62 ab./km².